# Универсальный теннисный рейтинг
Универсальный теннисный рейтинг (УТР, англ. Universal Tennis Rating) — глобальная рейтинговая система для теннисистов, цель которой — создать объективный, последовательный и точный показатель навыков игроков в игре в теннис. УТР оценивает всех игроков по одной 16-балльной шкале (с двумя цифрами после запятой, например 11,29) без учёта возраста, пола, национальности или локали данного матча. Отправными данными являются процент последних 30 выигранных матчей за 52 предыдущие недели и рейтинг соперника. Разработан в 2008 году и сейчас используется более чем 40 национальными федерациями (ассоциациями) тенниса. Все профессиональные игроки в Ассоциации теннисистов (ATP) и Ассоциации тенниса женщин (WTA) имеют УТР, как и большинство игроков в колледже, а также многие юниорские турниры по всему миру, а также многие игроки в лиге и турнирах для взрослых. База данных УТР включает результаты более 6 миллионов матчей и 202 страны. Более 800 000 игроков имеют УТР.
Игроки, тренеры, директора турниров, теннисные клубы, теннисные лиги и национальные федерации используют УТР различными способами. Сюда входят выбор участников и посещений турниров; рекрутинг игроков для команд колледжа; планирование соревновательных матчей с другими командами или отдельными лицами; поиск соответствующих местных партнеров по игре или обучения; выбор турниров для входа и другие. УТР является официальной рейтинговой системой Межвузовской ассоциации тенниса (ITA). В январе 2018 года «Теннисный канал» объявил о своем партнерстве с УТР, сделав систему рейтинга частью освещения событий в теннисном канале.